# Iszkaszentgyörgy
Iszkaszentgyörgy là một thị trấn thuộc hạt Fejér, Hungary. Thị trấn này có diện tích 26,27 km², dân số năm 2010 là 2014 người, mật độ 77 người/km².